# Coupe d'Europe des nations de rugby à XIII 2003
Navigation
Édition précédente Édition suivante
La Coupe d'Europe des nations de rugby à XIII 2003 est la vingtième-cinquième édition de la Coupe d'Europe des nations de rugby à XIII, elle se déroule du 26 octobre 2003 au 16 novembre 2003 entre six nations européennes.

## Les équipes

### France
| Nom                 | Âge | Matchs (Ptsmarqués) pendant l'édition | Club                     |
| ------------------- | --- | ------------------------------------- | ------------------------ |
| Fourcade Abasse     | 23  | 0 (0)                                 | Saint-Gaudens            |
| Sébastien Azéma     | 24  | 0 (0)                                 | Carcassonne              |
| Frédéric Banquet    | 27  | 0 (0)                                 | Carcassonne              |
| David Berthezène    | 22  | 0 (0)                                 | Union treiziste catalane |
| Laurent Carrasco    | 26  | 0 (0)                                 | Villeneuve-sur-Lot       |
| Fabrice Estebanez   | 21  | 0 (0)                                 | Limoux                   |
| Mark Faumuina       | 32  | 0 (0)                                 | Villefranche             |
| Laurent Frayssinous | 26  | 0 (0)                                 | Union treiziste catalane |
| Cédric Gay          | 21  | 0 (0)                                 | Toulouse                 |
| Julien Gerin        |     | 0 (0)                                 | Toulouse                 |
| Jérôme Guisset      | 25  | 0 (0)                                 | Warrington               |
| Rachid Hechiche     | 30  | 0 (0)                                 | Lyon-Villeurbanne        |
| Pascal Jampy        | 30  | 0 (0)                                 | Union treiziste catalane |
| Olivier Pramil      | 24  | 0 (0)                                 | Toulouse                 |
| Sébastien Raguin    | 23  | 0 (0)                                 | Toulouse                 |
| Julien Rinaldi      | 24  | 0 (0)                                 | Union treiziste catalane |
| Pierre Sabatié      | 26  | 0 (0)                                 | Villeneuve-sur-Lot       |
| Teddy Sadaoui       | 20  | 0 (0)                                 | Carcassonne              |
| Arty Shead          | 25  | 0 (0)                                 | Villeneuve-sur-Lot       |
| Claude Sirvent      | 32  | 0 (0)                                 | Saint-Gaudens            |
| Mickaël Van Snick   | 24  | 0 (0)                                 | Villeneuve-sur-Lot       |
| John Vaigafa        | 29  | 0 (0)                                 | Limoux                   |

## Classement

### Groupe 1
| Classement |         |   |   |   |   |    |    |     |
|            | Équipe  | J | V | N | D | PP | PC | Pts |
| 1          | France  | 2 | 1 | 0 | 1 | 32 | 26 | 2   |
| 2          | Écosse  | 2 | 1 | 0 | 1 | 30 | 30 | 2   |
| 3          | Irlande | 2 | 1 | 0 | 1 | 42 | 48 | 2   |

| 26 octobre 2003   | Écosse  | 22 - 24 | Irlande | Old Anniesland, Glasgow    |
| 1er novembre 2003 | Irlande | 18 - 26 | France  | Dalymount Park, Dublin     |
| 9 novembre 2003   | France  | 6 - 8   | Écosse  | Plaine des sports, Avignon |

### Groupe 2
| Classement |                |   |   |   |   |     |     |     |
|            | Équipe         | J | V | N | D | PP  | PC  | Pts |
| 1          | Angleterre     | 2 | 2 | 0 | 0 | 124 | 4   | 4   |
| 2          | Pays de Galles | 2 | 1 | 0 | 1 | 78  | 26  | 2   |
| 3          | Russie         | 2 | 0 | 0 | 2 | 4   | 176 | 0   |

| 26 octobre 2003 | Pays de Galles | 74 - 4  | Russie         | Talbot Athletic, Port Talbot |
| 2 novembre 2003 | Angleterre     | 102 - 0 | Russie         | Odsal Stadium, Bradford      |
| 9 novembre 2003 | Angleterre     | 22 - 4  | Pays de Galles | Headingley, Leeds            |

### Finale
Points marqués :
- Angleterre : 11 essais de Calderwood (4), Burrow (2), Hock, Aspinwall, Gardner, Lynch et Parker ; 10 transformations de Tickle (9) et Rooney (1)
- France : 1  essai de Sadaoui ; 1 transformation de Frayssinous.

Évolution du score :
Arbitre :  Karl Kirkpatrick